# Hennegoides
Hennegoides là một chi thích ty bào thuộc họ Myxobolidae.